# Anders Martinsson (paleontolog)
Anders Victor Martinsson, född 3 april 1930 i Borgholm, död 16 juli 1983 i Uppsala, var en svensk paleontolog. Han var svärson till Pierre Backman.
Anders Martinsson var son till elektrikern Ernst Martin Svensson. Efter studentexamen vid Kalmar högre allmänna läroverk 1950 blev han student vid Uppsala universitet, där han studerade geologi och botanik. Till en början kom Martinsson att inrikta sig mot biologi och algforskning men gick senare till geologin och då främst kvartärgeologi. Efterhand kom dock de kambrosiluriska avlagringarna på Öland och Gotland att uppta hans främsta intresse. Martinsson blev filosofie kandidat 1951, filosofie magister 1955 och var förste amanuens vid institutionen för paleontologi 1955–1957. År 1956 blev han filosofie licentiat och var 1957–1962 assistent vid institutionen för paleontologi 1957–1962. 
Martinsson var 1958–1962 anställd vid Johnsonkoncernen för geologiska undersökningar i Portugal. Han var 1961–1964 redaktör för Bulletin of the Geological Institutions of the University of Uppsala. Martinsson blev 1962 filosofie doktor efter att ha disputerat med avhandlingen Ostracodes of the family Beyrichiidae from the Silurian of Gotland och samma år docent i historisk geologi och paleontologi vid Uppsala universitet. Han var 1962–1963 konsult för P. A. Norstedt & Söner, redaktör för Geologiska föreningens i Stockholm förhandlingar 1963–1966, ledamot av Vetenskapsakademiens naturskyddskommitté 1964–1972, ordförande i International Union of Geological Sciences (IUSG)s Silurian Subcommittee 1964–1966, ordförande i IUGS:s Committee for Printing and Publication of Papers, var redaktör för tidskriften Lethaia från 1967 och ordförande i IUGS:s Advisory Board for Publication 1968–1976. År 1965 erhöll han en högre forskarbefattning i paleontologi med biostatigrafi vid Statens naturvetenskapliga forskningsråd, blev laborator där 1968 och 1970 föreståndare för Enheten för paleobiologi vid Uppsala universitet. Martinsson var även redaktör för tidskriften Boreas 1971–1973, ordförande i Nordisk geologisk association 1971–1974, redaktör för Fossils and Strata från 1971, president i European Association of Earth Science Editors 1972–1976, redaktör för tidskriften Geological Correlation 1973–1976, intendent vid Naturhistoriska riksmuseet 1973–1976, ordförande i UNESCO:s vetenskapliga geologiska kommitté, ordförande i International Geological Correlation Programme Scientific Committee no 1 1974–1979 och ordförande i IUGS:s International Commission on Stratigraphy från 1976. Martinsson blev professor i paleobiologi vid Uppsala universitet 1978 och var från 1979 ledamot av statliga nämnden för biblioteks- och informationscentralen. Han är begravd på Borgholms kyrkogård på Öland.